# Hals trałowy
Hals trałowy – droga, jaką podczas trałowania min przechodzą trałowce z podstawowymi trałami w jednym kierunku. W celu zwiększenia skuteczności trałowania konieczne jest wielokrotne trałowanie tego samego rejonu, czyli wykonywanie wielu halsów trałowych. Liczba halsów trałowych (wielokrotność trałowania) jest uwarunkowana stosowaniem w minach przyrządów wielokrotności.